# Henrik Krøyer Holme
Henrik Krøyer Holme är öar i Grönland (Kungariket Danmark). De ligger i den nordöstra delen av Grönland, 2 100 km nordost om huvudstaden Nuuk.